# Astronesthes gudrunae
Astronesthes gudrunae es una especie de pez de la familia Stomiidae en el orden de los Stomiiformes.

## Hábitat
Es un pez de mar y de aguas profundas que vive hasta 350 m de profundidad.

## Distribución geográfica
Se encuentra en el  Atlántico oriental central (5 ° 25'N, 35 ° 26'W).